# Зволень (Ґостинінський повіт)
Зволень (пол. Zwoleń) — село в Польщі, у гміні Гостинін Ґостинінського повіту Мазовецького воєводства.
Населення — 204 особи (2011).
У 1975-1998 роках село належало до Плоцького воєводства.

## Демографія
Демографічна структура станом на 31 березня 2011 року:
|          | Загалом | Допрацездатний вік | Працездатний вік | Постпрацездатний вік |
| -------- | ------- | ------------------ | ---------------- | -------------------- |
| Чоловіки | 107     | 30                 | 67               | 10                   |
| Жінки    | 97      | 19                 | 61               | 17                   |
| Разом    | 204     | 49                 | 128              | 27                   |